# Denali
Denali (Deenaalee), từng có tên chính thức là núi McKinley (tiếng Anh: Mount McKinley) từ 1917 đến 2015, là đỉnh núi cao nhất ở Bắc Mỹ có độ cao 6.190 mét (20.310 ft) trên mực nước biển. Từ "Denali" là danh từ phiên âm qua tiếng Anh từ tên gọi "Diinaalii", có nghĩa là "Người cao lớn" theo ngôn ngữ Athabaskan của tộc người bản địa sinh sống lâu đời ở Alaska. Denali thuộc dãy núi Alaska ở phía trong tiểu bang Alaska của Hoa Kỳ. Nó là tiêu điểm của Vườn quốc gia và khu bảo tồn Denali. Vì đỉnh này cao hơn chân núi vào khoảng 5.500 mét (18.000 ft), nó được coi là ngọn núi cao nhất nằm trên mực nước biển. Tính theo phần lồi địa hình, nó là đỉnh hạng ba sau các núi Everest và Aconcagua.
Người châu Âu đầu tiên ghi chép về việc nhìn thấy núi này là George Vancouver năm 1794. Năm 1903, James Wickersham ghi nhận nỗ lực leo núi lần đầu tiên tại Denali, nhưng không thành công. Năm 1906, Frederick Cook tuyên bố là người đầu tiên leo lên đỉnh núi, mà sau này được chứng minh là không phải. Người leo lên đỉnh núi này đầu tiên được kiểm chứng đã leo đến đỉnh vào ngày 7 tháng 6 năm 1913, họ gồm các nhà leo núi Hudson Stuck, Harry Karstens, Walter Harper, và Robert Tatum, người đã leo lên bằng đỉnh phía Nam. Năm 1951, Bradford Washburn đi tiên phong theo tuyến đường Tây bạnh vè (West Buttress), được coi là tuyến đường dễ nhất và an toàn nhất và do đó là tuyến này hiện được người ta sử dụng phổ biến nhất.

## Về tên gọi
Người Koyukon Athabaskans sinh sống quanh khu vực núi trong nhiều thế kỷ đã gọi đỉnh núi là Dinale hoặc Denali. Tên này bắt nguồn từ một từ Koyukon có nghĩa là 'cao' hoặc 'cao'. Trong thời gian Nga sở hữu Alaska, tên gọi thông thường của ngọn núi là Bolshaya Gora (tiếng Nga: Большая Гора; bolshaya 'lớn'; gora 'núi'), là bản dịch tiếng Nga của Denali. Nó được gọi ngắn gọn là Núi Densmore vào cuối những năm 1880 và đầu những năm 1890 theo tên Frank Densmore, một người tìm vàng là người Alaska đầu tiên không phải người bản xứ đến được chân núi.
Năm 1896, thợ tìm vàng William Dickey ở tiểu bang Ohio là người Mỹ đầu tiên đặt chân lên ngọn núi Denali, rồi tự quyết định đặt tên mới là "núi McKinley" khi hay tin ứng viên đồng hương William McKinley (1843-1901) đắc cử tổng thống thứ 25 của nước Mỹ. Tháng 3/1917, đỉnh núi Denali được Hiệp hội Địa lý Mỹ chính thức đặt theo tên gọi mới, để tưởng nhớ 20 năm ngày Tổng thống W. McKinley bước chân vào Nhà Trắng rồi bị ám sát chết giữa nhiệm kỳ. Suốt 40 năm qua kể từ năm 1975, các chính quyền kế tiếp nhau tại tiểu bang Alaska luôn yêu cầu Chính phủ trung ương phải trả lại tên cũ cho ngọn núi Denali, thể theo nguyện vọng của tuyệt đại đa số dân chúng trong vùng, nhưng đều vấp phải sự phản đối từ tiểu bang Ohio quê nhà của cố Tổng thống W. McKinley.
Tháng 8 năm 2015, theo sự dẫn đầu của tiểu bang Alaska, chính quyền liên bang Hoa Kỳ đã công bố núi này được đổi tên từ núi McKinley, theo tên cựu Tổng thống William McKinley, sang tên gốc Koyukon là Denali. Theo luật Mỹ hiện hành, Bộ Nội vụ Liên bang là cơ quan duy nhất có thẩm quyền đặt tên các địa danh trên toàn quốc. Do vậy bà Sally Jewell, Bộ trưởng Bộ Nội vụ có mặt trong phái đoàn của Tổng thống B. Obama đã trịnh trọng công bố quyết định xóa bỏ tên gọi hiện nay, trả lại danh xưng cũ cho ngọn núi Denali.

## Thay đổi độ cao
Cục Khảo sát Địa chất Hoa Kỳ công bố độ cao của núi là 6.190 mét (20.310 ft) do Cục Quản lý Đại dương và Khí quyển Quốc gia (NOAA) và Đại học Alaska tại Fairbanks đo bằng cách xử lý dữ liệu chính xác từ Hệ thống Định vị Toàn cầu. Trước đó, độ cao của núi đã được đo là 6.194 mét (20.320 ft) vào năm 1952 bằng phép quan trắc và 6.168 mét (20.237 ft) vào 2013 bằng phép ra đa khẩu độ tổng hợp giao thoa (interferometric synthetic aperture radar).